# Osádka
Osádka és un poble i municipi d'Eslovàquia que es troba a la regió de Žilina, al centre-nord del país.

## Demografia
| Godina             | 1994 | 2004    | 2014   | 2024    |
| ------------------ | ---- | ------- | ------ | ------- |
| Nombre de persones | 157  | 140     | 141    | 175     |
| Diferència         |      | −10,82% | +0,71% | +24,11% |

| Godina             | 2023 | 2024   |
| ------------------ | ---- | ------ |
| Nombre de persones | 176  | 175    |
| Diferència         |      | −0,56% |